# International Mobile Subscriber Identity
International Mobile Subscriber Identity (někdy také mylně International Mobile Station Identity, zkráceně IMSI) je unikátní číslo přidělené mobilním operátorem pro SIM kartu v mobilní síti GSM nebo UMTS. Může být použito i v dalších sítích jako např. CDMA.
IMSI je mobilním telefonem odesláno mobilnímu operátorovi a v interních systémech operátora slouží k dohledání detailů o uživateli. Kvůli zvýšení bezpečnosti a možnostem odposlechu na úrovni radiových vln je IMSI zasíláno co nejméně a často je nahrazeno náhodně generovaným TMSI, Temporary Mobile Subscriber Identity. IMSI není volatelné číslo.
IMSI většinou obsahuje 15 číslic: první tři reprezentují kód země (Mobile Country Code, MCC), další kód mobilního operátora (Mobile Network Code, MNC). MNC se skládá většinou ze dvou (v Evropě) nebo ze tří (Severní Amerika) číslic. Další cifry představují číslo zákazníka MSIN unikátní v rámci sítě mobilního operátora (první dvojčíslí udává číslo HLR). MNC kódy pro komerční sítě se přidělují vzestupně od 0 tedy 01, 02, 03… atd. kódy pro testovací sítě se přidělují odzadu např. 99, 98, 97, …
IMSI je v souladu se standardem E.212 Mezinárodní telekomunikační unie (ITU).

## IMSI v ČR
Pro Českou republiku je určeno MCC 230. Jednotliví operátoři mají či měli přidělena tato MNC:
| MNC | mobilní operátor                          |
| --- | ----------------------------------------- |
| 01  | T-Mobile                                  |
| 02  | O2                                        |
| 03  | Vodafone                                  |
| 04  | Nordic Telecom (bývalý Air Telecom/U:Fon) |
| 05  | PODA                                      |
| 06  | Nordic Telecom 5G                         |
| 07  | T-Mobile                                  |
| 08  | Compatel                                  |
| 09  | Uniphone                                  |
| 11  | incrate                                   |
| 22  | O2                                        |
| 53  | Škoda Auto                                |
| 98  | Správa železnic (GSM-R)                   |

### Příklady českých IMSI
- 230011234567890 T-Mobile
- 230020987654321 O2
- 230031029384756 Vodafone